# Vielha e Mijaran
Vielha e Mijaran ([biˈeʎa e miʒaˈɾa], toponimo ufficiale in aranese; in catalano: Viella i Mitjaran, in spagnolo: Viella y Medio Arán) è un comune spagnolo di circa 5760 abitanti (2023), situato nella comunità autonoma della Catalogna.
Il capoluogo è una località di soggiorno all'altitudine di 974 metri s.l.m. nella Catalogna occidentale presso il confine con la Francia ai piedi del massiccio pirenaico della Maledeta che la sovrasta con le sue alte vette fra cui il Pico de Aneto di 3404 m, monte più alto di tutta la catena dei Pirenei. È capitale della comarca della Val d'Aran, valle dell'alto corso del fiume Garonna che entra in Francia e sbocca in mare a Bordeaux. Vielha dista 26 km dal confine stradale francese posto nella località di Pont du Roi e a 165 dalla capitale della sua provincia Lleida. Il comune è formato da 14 frazioni delle quali la più popolata è il capoluogo.
La Vall d'Aran gode di un clima atlantico ed è attraversata da altri due fiumi oltre che dalla Garonna: la Noguera Pallaresa e la Noguera de Tort, entrambe affluenti dell'Ebro. La lingua del luogo è l'aranese, variante del guascone (occitano).
La sua economia è agropastorale e soprattutto basata sul turismo favorito dalle bellezze naturali e dalle opportunità offerte per l'esercizio degli sport invernali, l'escursionismo e l'alpinismo. Esiste anche una piccola industria tessile della lana nata alla metà del secolo scorso.
Etimologicamente,  Vielha  significa "vecchia" in aranese, e fa riferimento al centro urbano più antico, similmente alla vicina Andorra la Vella; Mijaran ("medio-Aran") indica invece tutte le frazioni minori distribuite nella parte centrale della valle, in opposizione al Baish ("basso") e al Naut ("alto") Aran. 

## Storia
I ritrovamenti archeologici indicano l'esistenza nella preistoria di un insediamento celtico-basco nella Valle d'Aran. Da parte dello storico romano Polibio si fa un riferimento ad una tribù pirenaica chiamata Arenosis e nel 76 a.C. Pompeo conquistò l'alta valle della Garonna che aveva la capitale nell'attuale San Bertran de Comminges.
Nel X secolo la Valle d'Aran appartenne alla contea di Comminges fino al 1175 quando Alfonso II d'Aragona l'annesse al suo regno.
Giacomo I d'Aragona l'assicurò definitivamente all'Aragona nel 1258 grazie al trattato di Corbeil con la monarchia francese e concesse alcuni privilegi a Vielha, ma nel 1283 truppe francesi irruppero nel territorio aranese e la valle d'Aran fu di nuovo francese fino al 1312, quando fu indetto un referendum degli abitanti che votarono favorevolmente all'Aragona. Nel 1313 Giacomo II d'Aragona incorporò la valle nel regno di Aragona e concesse il privilegio della cosiddetta Querimonia che regolò la vita della Val d'Aran per altri 500 anni. Napoleone all'inizio del XIX secolo
incorporò la Vall d'Aran nel dipartimento francese della Haute Garonne ("Alta Garonna"), ma nel 1815 ritornò definitivamente alla Spagna. La costruzione del tunnel di Vielha fra l'altitudine di 1400 metri e di 1600 progettato nel 1832, ultimato nel 1948 e lungo 6 km, pose fine al secolare isolamento invernale della comarca rispetto al resto del territorio spagnolo ed ora Vielha è un nodo stradale dei Pirenei sempre agibile tutto l'anno. 
Nella seconda metà del XX secolo nacque la Fabrica dera Lan esempio delle piccole unità d'industria tessile nate in quel secolo.
A partire dal 1940, Vielha è divenuta, poiché sita alla  soglia del Port de la Bonaigua (2072m s.l.m.), sede ricorrente di tappa delle più prestigiose corse a tappe in Ispagna: Volta a Catalunya e Vuelta Ciclistica a Espana.

## Monumenti
San Miquel chiesa parrocchiale con torre campanaria ottagonale gotica e portale romanico del secolo XIII.
Casa Santesmasses del XVI secolo.
Museu dera Vall d'Aran di scienze naturali, storia, etnografia ed arte locale.
Esglesia de Sant Peir della fine del secolo XI.
Parroquial de Santa Eularia del XV secolo.
Casa Ademá neogotica del 1820.

## Dintorni
A 6 km Arties piccola località termale con una chiesa romanica del secolo XII.
A 10 km Salardù centro di villeggiatura estiva a 1267 metri s.l.m. con una chiesa romanica del XIII secolo
A 14 km Baqueira a 1490 metri s.l.m. centro, connesso al Pla de Beret(sei km più in alto), di sport invernali, alle sorgenti del fiume Noguera Pallaresa.
A 16 km Bossost villaggio montano con la Esglesia del Temple, chiesa dei Templari romanica del XII secolo.
A 23 km Port de la Bonaigua all'altitudine di 2072 è un passo di tipo alpino con vista sugli alti picchi dei Pirenei.
A 78  km Benasque pittoresco paese pirenaico, oggi mèta anche di turismo invernale -dati i vicini impianti di Cerler-  con una chiesa romanica del XII secolo e il palazzo rinascimentale dei Condes de Ribagorza del XVI secolo.

## Feste e Fiere
Marató TV3 e Concerto di Natale
Antic Vielha il 28 dicembre fiera di antichità, brocantage e collezionismo.
Festivau d'Ostiu dera Vall d'Aran festa d'estate con diverse manifestazioni del 26 agosto.
Hiesta Mayor de Vielha l'8 settembre.
Heira ganadera commerciau fiera con mostra del bestiame dell'8 ottobre.

## Gemellaggi e accordi
- Saint-Gaudens